# Taeromys punicans
Taeromys punicans is een knaagdier uit het geslacht Taeromys dat voorkomt in het midden van Celebes. Er zijn twee exemplaren uit de typelocatie (Pinedapa in Midden-Celebes) bekend en wat subfossiele botten uit het zuidwesten. Het dier leeft in laaglandregenwoud. Hij is het nauwste verwant aan T. hamatus en T. taerae. De kop-romplengte bedraagt 185 tot 207 mm, de staartlengte 156 tot 185 mm en de achtervoetlengte 45 tot 46 mm. De vacht is zacht en kort. De rug is donkerbruin de buik geelbruin. De staart is zeer donkerbruin.